# Vila Chã de Ourique
Vila Chã de Ourique es una freguesia portuguesa del concelho de Cartaxo, con 33,19 km² de superficie y 2.948 habitantes (2001). Su densidad de población es de 88,8 hab/km².